# Orthographe de l'anglais
L'orthographe de l'anglais est le système de conventions d'écriture utilisé pour représenter l'anglais parlé sous forme écrite, qui permet aux lecteurs de relier l'orthographe au son et au sens.
Comme l'orthographe de la plupart des langues internationales, l'orthographe de l'anglais présente un large degré de standardisation. Cependant, contrairement à la plupart des langues, il existe plusieurs façons d'épeler presque chaque phonème (son), et la plupart des lettres ont également plusieurs prononciations en fonction de leur position dans le mot et du contexte.
Plusieurs erreurs orthographiques sont courantes, même chez les locuteurs natifs, ce qui est principalement dû au grand nombre de mots qui ont été empruntés à un grand nombre d'autres langues tout au long de l'histoire de la langue anglaise sans que des tentatives de réformes orthographiques complètes aient abouti.
La plupart des conventions orthographiques de l'anglais moderne sont issues de l'orthographe phonétique d'une variété du moyen anglais, et ne reflètent généralement pas les changements de sonorités survenus depuis la fin du 15e siècle (comme le grand changement vocalique).
Malgré les différents dialectes anglais parlés d'un pays à l'autre et au sein de différentes régions d'un même pays, il n'existe que de légères variations régionales dans l'orthographe anglaise, les deux variations les plus reconnues étant l'orthographe britannique et l'orthographe américaine, et son uniformité générale contribue à faciliter la communication internationale. D'un autre côté, cela ajoute également à la divergence entre la façon dont l'anglais est écrit et parlé dans un endroit donné.